# Planckova moč
Planckova moč (oznaka {\displaystyle P_{P}\,}) je izpeljana enota v Planckovem sistemu enot.
Izračuna se na naslednji način:
{\displaystyle P_{P}={\frac {E_{P}}{t_{P}}}={\frac {\hbar }{t_{P}^{2}}}={\frac {c^{5}}{\kappa }}}
kjer je
- {\displaystyle E_{P}} Planckova energija
- {\displaystyle t_{p}={\sqrt {\hbar \kappa /c^{5}}}} Planckov čas
- {\displaystyle \hbar } reducirana Planckova konstanta
- {\displaystyle c\,} hitrost svetlobe v vakuumu
- {\displaystyle \kappa \,} gravitacijska konstanta.

V enotah osnovnih konstant fizike je Planckova moč enaka 
{\displaystyle P_{P}={\frac {c^{5}}{G}}}.
Velikost Planckove moči je 
{\displaystyle P_{P}\approx 3,62831.10^{52}\,} W.
Planckova moč je po vrednosti izredno velika. Celo izbruhi gama žarkov imajo moč samo okoli {\displaystyle 10^{45}\,} W.